# Vierduizender

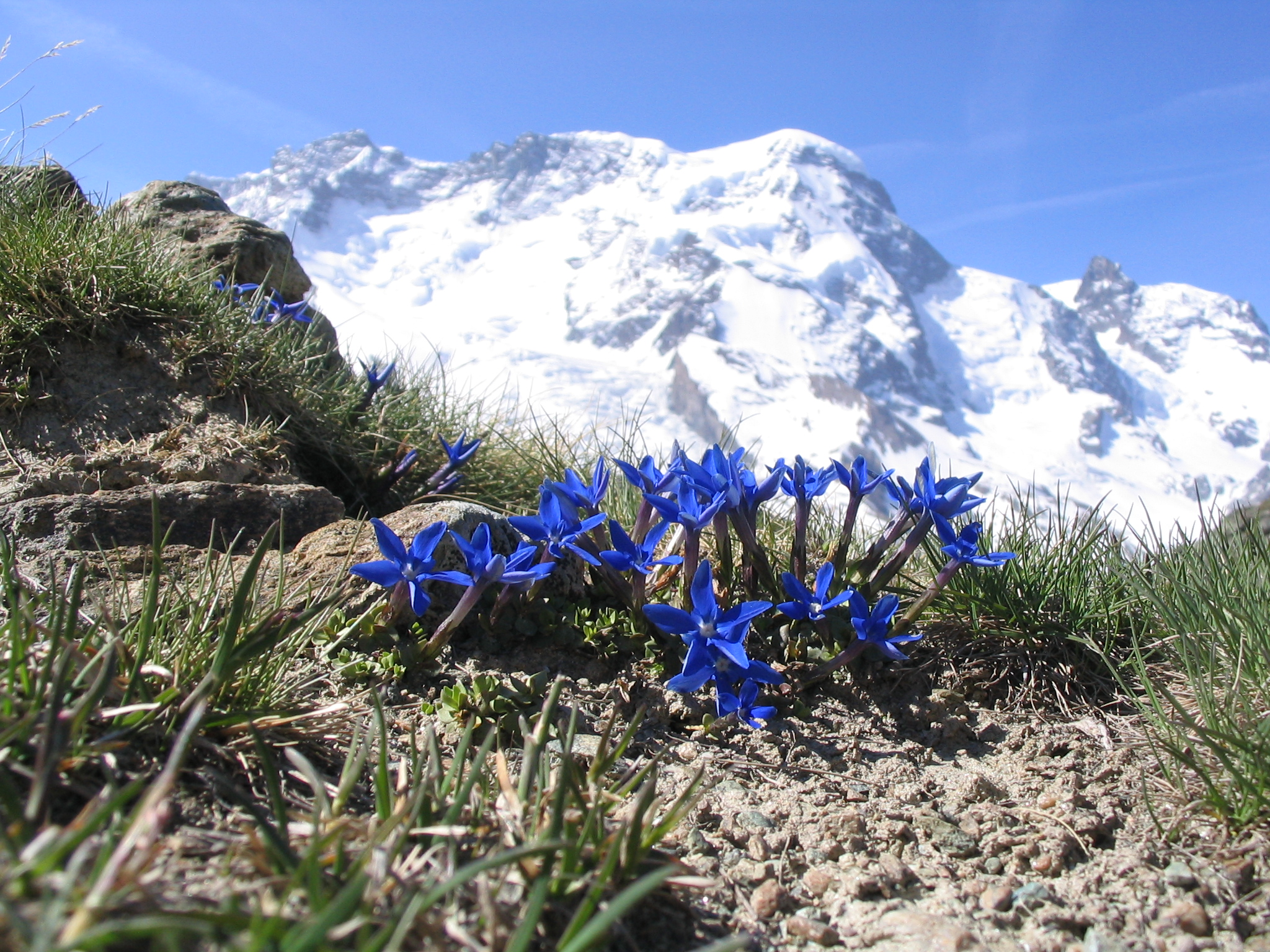
Gentianen sieren de Breithorn.

Een vierduizender is een berg waarvan de top meer dan 4000 meter hoog is. De Alpen zijn het gebied waar de bekendste vierduizenders staan. In totaal staan er in de Alpen 82 vierduizenders.
Een van de beroemdste vierduizenders is de Matterhorn bij Zermatt. De hoogste vierduizender in de Alpen is de Mont Blanc met 4810 m. Enkele relatief eenvoudige beklimmingen vormen de Breithorn, de Allalinhorn en de Bishorn.
Voor een beklimming is speciaal materiaal nodig. Bovendien moet er een berggids of een zeer ervaren alpinist mee. Reguliere beklimmingen naar de top voeren meestal over een gletsjer. Het lukte de Zwitser Ueli Steck om in de zomer van 2015 alle vierduizenders van de Alpen te beklimmen, hij deed daar twee maanden over.